# ناحیه تورنتون، شهرستان کوک، ایلینوی
ناحیه تورنتون (به انگلیسی: Thornton Township) یک منطقهٔ مسکونی در ایالات متحده آمریکا است که در شهرستان کوک (ایلینوی) واقع شده‌است. ناحیه تورنتون ۱۸۹ متر بالاتر از سطح دریا واقع شده‌است.